# Nomoneura violacea
Nomoneura violacea är en tvåvingeart som beskrevs av Hesse 1969. Nomoneura violacea ingår i släktet Nomoneura och familjen Mydidae. Inga underarter finns listade i Catalogue of Life.